# Бру Апанга, Моиз
Моиз Бру Апанга (фр. Moïse Brou Apanga; 4 февраля 1982, Абиджан — 26 апреля 2017, Либревиль) — габонский футболист ивуарийского происхождения, выступавший на позиции защитника. Игрок национальной сборной Габона, участник финальных турниров Кубка африканских наций.

## Биография

### Клубная карьера
Воспитанник клуба «РК Абобо» из Кот-д’Ивуара. В молодом возрасте перебрался в Европу, где выступал в молодёжных командах клубов «Политехника» (Тимишоара) и «Перуджа». В сезоне 2003/04 на правах аренды выступал за клуб «Самбенедеттезе», игравший в Серии С, затем числился в составе «Брешии».
В 2006 году перешёл в габонский «ФК 105» (Либревиль), в его составе в сезоне 2006/07 стал чемпионом Габона и обладателем Суперкубка страны.
В сезоне 2008/09 перешёл во французский «Брест», выступавший в Лиге 2, и сразу стал игроком основного состава, сформировав пару центральных защитников вместе с Ахмедом Кантари. Вместе с командой вышел в высший дивизион, в котором в сезоне 2010/11 провёл 30 матчей. Сезон 2011/12 пропустил из-за операции, а в октябре 2012 года с футболистом был расторгнут контракт.
В последние годы карьеры сменил несколько команд в Габоне.

### Карьера в сборной
В 2007 году по предложению тренера сборной Алена Жиресса футболист принял гражданство Габона и стал играть за сборную. Дебютный матч в составе сборной Габона провёл 8 сентября 2007 года против Кот-д’Ивуара. Свой единственный гол за сборную забил 6 июня 2009 года в ворота сборной Того. Принимал участие в финальных турнирах Кубка Африки 2010 (3 матча) и 2012 (2 матча). Последние матчи за сборную сыграл в 2013 году. Всего на счету защитника 30 матчей и 1 гол (также в источниках называются цифры 33 или 35 матчей), в ряде матчей был капитаном команды.
26 апреля 2017 года футболист скончался от сердечного приступа во время тренировки своего клуба.